# س. ر. هاغن
س. ر. هاغن (بالإنجليزية: C. R. Hagen) هو فيزيائي أمريكي، ولد في 2 فبراير 1937 في شيكاغو في الولايات المتحدة.